# Grande Imam di al-Azhar
Il Grande Imam di al-Azhar  (Arabo: الإمام الأكبر, al-Imām al-Akbar), noto anche come  Nobile Shaykh di al-Azhar (Arabo: شيخ الأزهر الشريف, Shaykh al-Azhar al-Sharīf),  è il titolo più prestigioso del mondo islamico sunnita e la più importante carica ufficiale religiosa dell'Egitto sunnita, ed è considerata da gran parte dei musulmani del mondo come la suprema espressione vivente del pensiero teologico e giuridico islamico sunnita. Il Grande Imam esercita un'influenza notevolissima su tutti i seguaci nel mondo islamico del pensiero teologico ash'arita e maturidita.
Il Grande imam presiede la Moschea di al-Azhar e dell'Università di al-Azhar ed è responsabile ufficiale in materia teologica dell'orientamento religioso, unitamente al Gran Mufti d'Egitto, che è a lui sottoposto. L'attuale Grande Imam di al-Azhar è Muḥammad Aḥmad al-Tayyib.

## Storia del titolo
Il titolo di Grande Imam di al-Azhar fu ufficialmente istituito nel 1961, ma fin dal XIV secolo il responsabile della Moschea e dell'Università di al-Azhar (allora chiamato nell'Impero ottomano "Naẓīr di al-Azhar") era il Grande Shaykh di al-Azhar. Oggi le due titolature sono appannaggio del medesimo dignitario religioso.

## Elenco dei Grandi Imam
| Grande Imam                      | Inizio | Fine | Madhhab   |
| -------------------------------- | ------ | ---- | --------- |
| Muhammad al-Kharashi             | 1679   | 1690 | Malikita  |
| Ibrahim al-Barmawi               | 1690   | 1694 | Sciafeita |
| Muhammad al-Nasharti             | 1694   | 1708 | Malikita  |
| 'Abd al-Baqi al-Qalini           | 1708   | ?    | Malikita  |
| Muhammad Shanan                  | ?      | 1721 | Malikita  |
| Ibrahim al-Fayyumi               | 1721   | 1725 | Malikita  |
| 'Abd Allah al-Shubrawi           | 1725   | 1758 | Sciafeita |
| Muhammad al-Hifnawi              | 1758   | 1767 | Sciafeita |
| 'Abd al-Ra'uf al-Sajini          | 1767   | 1768 | Sciafeita |
| Ahmad al-Damanhuri               | 1768   | 1778 | Sciafeita |
| Ahmad al-Arusi                   | 1778   | 1793 | Sciafeita |
| 'Abd Allah al-Sharqawi           | 1793   | 1812 | Sciafeita |
| Muhammad al-Shanawani            | 1812   | 1818 | Sciafeita |
| Muhammed al-Arusi                | 1818   | 1829 | Sciafeita |
| Ahmad al-Damhuji                 | 1829   | 1830 | Sciafeita |
| Hasan al-'Attar                  | 1830   | 1834 | Sciafeita |
| Hasan al-Quwaysini               | 1834   | 1838 | Sciafeita |
| Ahmed al-Sa'im al-Safti          | 1838   | 1847 | Sciafeita |
| Ibrahim al-Bajuri                | 1847   | 1860 | Sciafeita |
| Mustafa al-Arusi                 | 1864   | 1870 | Sciafeita |
| Muhammad al-Mahdi                | 1870   | 1882 | Hanafita  |
| Shams al-Din Muhammad al-Imbabi  | 1882   | 1895 | Sciafeita |
| Hassunah al-Nawawi               | 1895   | 1900 | Hanafita  |
| 'Abd al-Rahman al-Qutb al-Nawawi | 1900   | 1900 | Hanafita  |
| Salim al-Bishri                  | 1900   | 1904 | Malikita  |
| 'Ali al-Biblawi                  | 1904   | 1905 | Malikita  |
| Abd al-Rahman al-Shirbini        | 1905   | 1909 | Sciafeita |
| Hassanuh al-Nawawi               | 1909   | 1909 | Hanafita  |
| Salim al-Bishri                  | 1909   | 1917 | Malikita  |
| Muhammad al-Jizawi               | 1917   | 1927 | Malikita  |
| Muhammad al-Maraghi              | 1927   | 1929 | Hanafita  |
| Muhammad al-Zawahiri             | 1929   | 1935 | Sciafeita |
| Mustafa al-Maraghi               | 1935   | 1945 | Hanafita  |
| Mustafa 'Abd al-Rizq             | 1945   | 1947 | Hanafita  |
| Muhammad Ma'mun al-Shinnawi      | 1948   | 1950 | Hanafita  |
| 'Abd al-Majid Salim              | 1950   | 1951 | Hanafita  |
| Ibrahim Hamrush                  | 1951   | 1952 | Hanafita  |
| 'Abd al-Majid Salim              | 1952   | 1952 | Hanafita  |
| Muhammad al-Khadi Husayn         | 1952   | 1954 | Malikita  |
| 'Abd al-Rahman Taj               | 1954   | 1958 | Hanafita  |
| Mahmud Shaltut                   | 1958   | 1963 | Hanafita  |
| Hasan Ma'mun                     | 1963   | 1969 |           |
| Muhammad al-Fahham               | 1969   | 1973 |           |
| 'Abd al-Halim Mahmud             | 1973   | 1978 |           |
| Muhammad 'Abd al-Rahman Bisar    | 1979   | 1982 |           |
| Jad al-Haqq                      | 1982   | 1996 |           |
| Muhammad Sayyid Tantawi          | 1996   | 2010 | Sciafeita |
| Ahmad al-Tayyib                  | 2010   |      | Malikita  |